# Planking

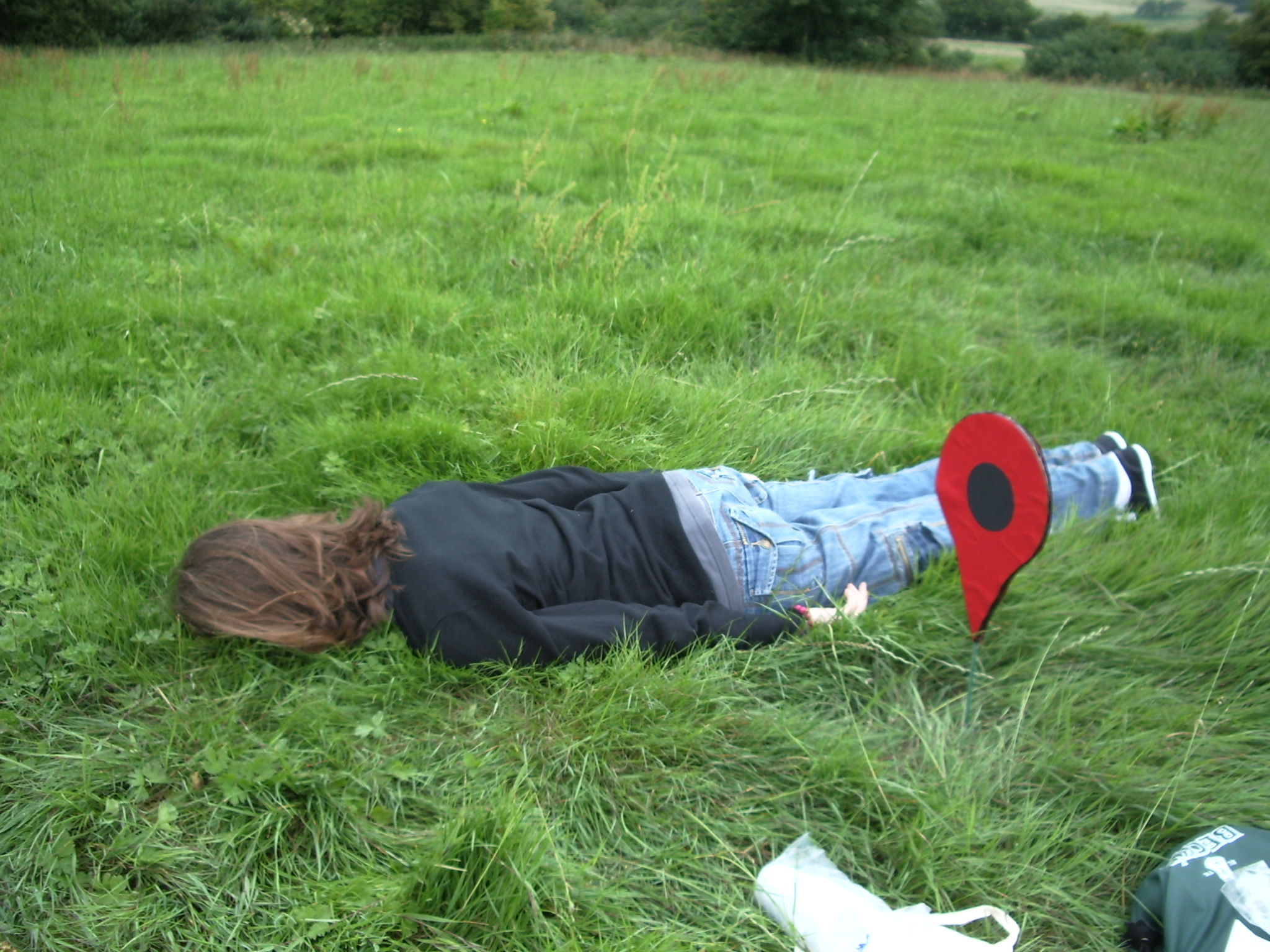
Planking

Planking (von engl. planking = ‚Beplankung‘, ‚Planken‘ und to plank = ‚beplanken‘) bzw. Lying Down Game (engl. ‚Das Hinlegen-Spiel‘) ist ein Internetphänomen. Dabei legt sich eine Person mit dem Gesicht nach unten und seitlich angelegten Armen, als ob man in Habt-Acht-Stellung stehen würde, meist an öffentlichen Plätzen steif hin und lässt sich fotografieren oder filmen.

## The Lying Down Game
Gary Clarkson (* 1982) und Christian Langdon (* 1985) und weitere Freunde aus Somerset, England, begannen sich 1997/1998 zu Hause an allen möglichen Plätzen stocksteif hinzulegen und nannten es Lying Down Game. Mit der Zeit begannen sie, sich gewagtere Plätze auszusuchen, zuerst an öffentlichen Orten, dann mitten in der Stadt. Schon Langdon hing von einem Hausdach und probierte es auf einem spitzen Zaun; es machten immer mehr mit. Ende 2007 starteten die beiden die Facebook-Gruppe The Lying Down Game. Diese zog in den ersten beiden Wochen über 1.500 Mitglieder an. Im September 2009 hatte sie 64.000 Mitglieder, im Mai 2011 über 107.500 Mitglieder und 20.500 Fotos.
Anfang Juli 2009 wurden die Medien erstmals auf das Phänomen aufmerksam. Nachrichtensprecher Martin Stanford von Sky News versuchte es live in der Sendung und interviewte dabei John Carden, einen der Betreiber der Facebook-Gruppe. Die nächste Aufmerksamkeitswelle kam Anfang September 2009, als Mitarbeiter des Great Western Hospital in Swindon Fotos während der Nachtschicht machten, in Facebook veröffentlichten und dafür suspendiert wurden. Zu dieser Zeit wurde das Spiel auch vom englischen Fußballverein Accrington Stanley als Freudenausdruck nach einem Tor gemacht. Außerdem wurden mehrere lokale Facebook-Gruppen gegründet und auch anderorts, etwa bei Tumblr oder in Blogs, werden entsprechende Bilder veröffentlicht.

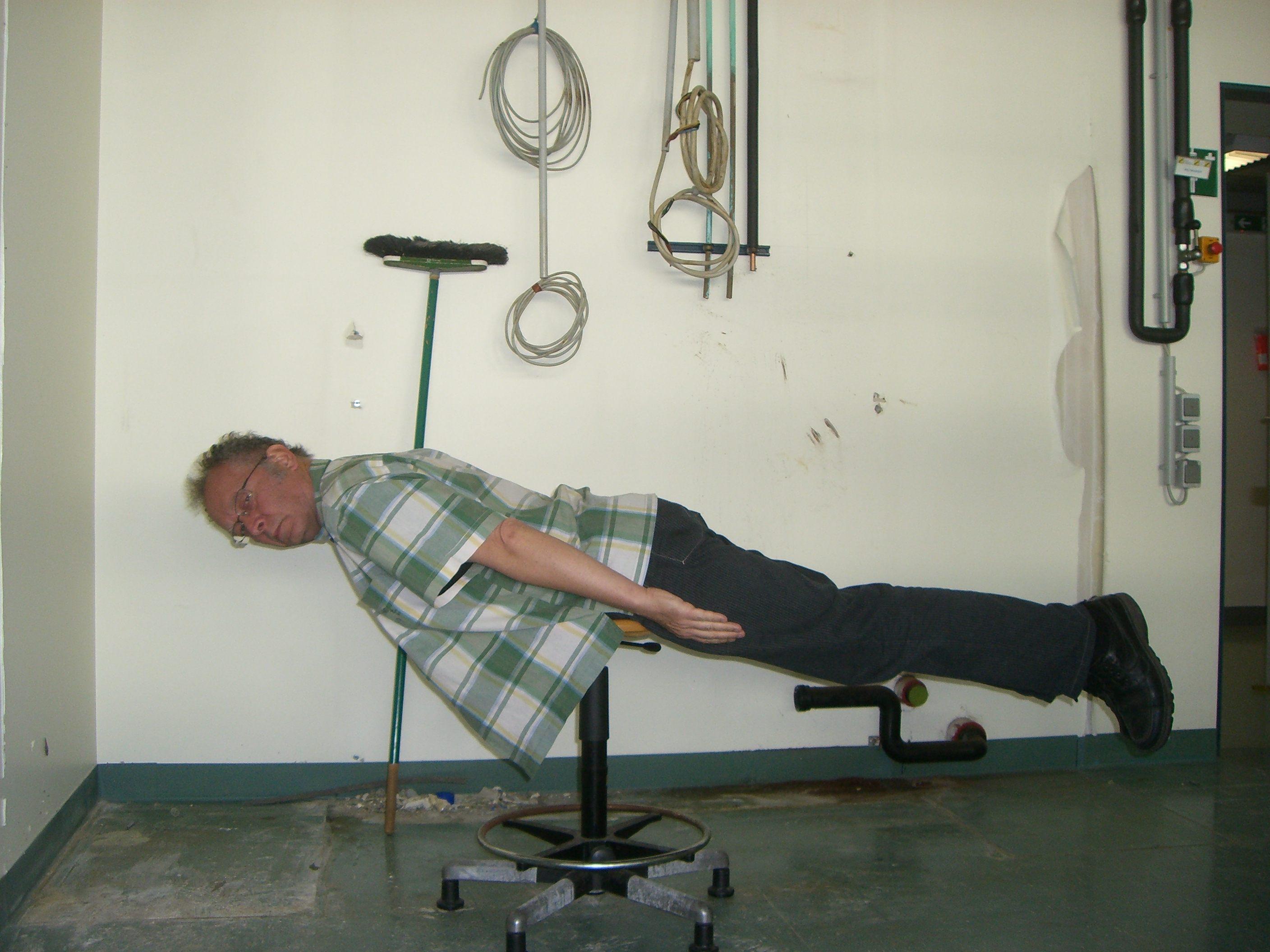
Planking auf einer Baustelle

Spätestens seit Juli 2010 ist es auch unter dem Namen „Planking“ bekannt.
Vor allem unter diesem Namen hat es sich in Australien verbreitet. Weit bekannt wurde es durch den NRL-Spieler David Williams, der es Ende März öffentlich bei einem Rugby-Spiel tat und nachher beim populären Radiosender Triple J darüber berichtete. Die lokale Facebook-Gruppe nennt sich Planking Australia. Williams sprach im April in der Sportsendung The Footy Show darüber und zeigte es mit einem Moderator vor. Sam Newman, ein anderer Moderator der Sportsendung, plankte sich auf ein Auto und einen Abfalleimer; Nachrichtensprecher Karl Stefanovic plankte sich auf den Studiotisch; Moderatorin Kerri-Anne Kennerley plankte sich in ihrer Morgenshow auf der Couch. Die Polizei warnte vor zu riskanten Planks und zeigte einen Planker aus Queensland an, der es auf einem Polizeiauto versuchte. Am 15. Mai 2011 starb der 20-jährige Acton B. in Brisbane, als er beim Planking betrunken vom Balkon sieben Stockwerke in die Tiefe fiel. Dadurch dehnte sich das bisher nationale Medieninteresse weltweit aus.
So legte sich etwa der österreichische Nachrichtensprecher Armin Wolf während der Hintergrundmoderation zu einem Beitrag zum australischen Vorfall zum Ende der ZIB 2 vom 17. Mai 2011 auf das Moderatorenpult und leitete in dieser Haltung zum Wetter über. Von ORF-Generaldirektor Alexander Wrabetz gab es per Twitter dafür Lob: „ArminWolf lehrt planking in zib2…gelebter Bildungsauftrag“. Fernseh-„Wetterfrosch“ Wolfgang Unger folgte ihm in Burgenland heute nach und zeigte es am 19. Mai auf einer Parkbank. Nur wenige Tage später gab es einen weiteren schweren Unfall: Ein 20-jähriger Australier stürzte von einem fahrenden Auto. Er liegt im Koma. Einer der berühmtesten und ältesten Planker war im August 2011 der 85-jährige Playboy-Gründer Hugh Hefner mit seinen Playboy-Bunnys auf einem Esstisch.

## Potentielle Vorgänger

### Abfahrtsposition im Zweiradrennsport
Die heutzutage im Radsport als Abfahrtsposition Superman bekannte strömungseffiziente Körperhaltung, früher auch Human-Bullet Technique genannt, bei der sich die fahrende Person von Kopf bis zu den Füßen parallel zum Straßenbelag positioniert, ähnelt der Planking-Position. Größter Unterschied zum Planking sind die angewinkelten Arme. Sie gilt als windschlüpfigste Körperposition auf dem Fahrrad.
Sie ist aber auch sehr gefährlich, wodurch sie nur bis Mitte des 20. Jahrhunderts für Fahrrad- und Motorradrennen erlaubt war.

### Lying Man in New York
Das Projekt Lying Man in New York begannen der Künstler Christian 3 Rooosen (Idee und Modell) und der Fotograf Michael Abromeit 1999 in New York während einer Studienreise. Die Idee wurde aus der Not heraus geboren (drei kurze gemeinsame Nachmittage in New York und kein Geld, nur eine kaputte Fotokamera). Von einigen dieser Motive wurden deutschlandweit hunderttausende Gratispostkarten verteilt.

### A plat ventre
Alexis Clairet und Stenkat starteten 2004 die französische Kunstsite A plat ventre (frz. ‚bäuchlings‘, wörtlich: ‚auf flachem Bauch‘). Dort sind in mehreren Kategorien unterteilt in verschiedenen Stellungen bäuchlings liegende Menschen abgebildet, oft als wären sie auf den Boden geschlagen. Das erste Bild ist auf den 3. Juli 2004 datiert.

### Playing Dead
Playing Dead („tot spielen“, kor. 시체놀이 ‚si-che-no-ri‘) ist ein ähnliches Phänomen, das 2003 in Südkorea begann. Es gilt dabei, möglichst humorvoll wie auch überzeugend eine ungeordnete Menge von wie Leichen (und nicht wie schlafend) wirkenden Körpern im gegebenen Raum zu verteilen.
Im seit 1990 erschienenen japanischen Manga Crayon Shin-Chan spielt der Hauptcharakter Shinnosuke Nohara seiner Mutter häufig einen Streich, indem er wie tot auf dem Boden liegt, wenn sie von Besorgungen zurückkehrt. Diese Idee war schon damals nicht ganz neu und wurde von dem männlichen Protagonisten des Kultfilms Harold und Maude (1971) abgekupfert, der sich durch inszenierte Scheinselbstmorde die Aufmerksamkeit seiner Mutter bzw. den Abscheu der von ihr angeschleppten Heiratskandidatinnen erwirbt.
Der Manga wurde international seit den späten 1990er Jahren zum Hit. Anfang 2003 begannen Gruppenfotos von sich tot stellenden südkoreanischen Schülern im Netz aufzutauchen. In die Massenmedien gelangte es ebenfalls Anfang 2003 durch eine populäre Comedy/Varieté-Show, wo Shin-Chan als Quelle genannt wurde. Anfang der 2000er Jahre kam es zu einem starken Anstieg beim Verkauf von Digitalkameras, was wahrscheinlich ein grundlegender Faktor für das Internet-Phänomen war. Durch seine große Popularität ist es eines der ersten Internet-Phänomene, welches durch koreanische Medien dokumentiert wurde. Es gibt auch englischsprachige Sites mit solchen Bildern wie etwa playdeadpics.com, seit Mai 2006 registriert, außerdem Gruppen auf Flickr und deviantART.